# Antarchaea erubescens
Antarchaea erubescens är en fjärilsart som beskrevs av Walker 1864. Antarchaea erubescens ingår i släktet Antarchaea och familjen nattflyn. Inga underarter finns listade i Catalogue of Life.